# Caloplaca litoricola
Caloplaca litoricola är en lavart som beskrevs av Brodo. Caloplaca litoricola ingår i släktet orangelavar och familjen Teloschistaceae.   Inga underarter finns listade i Catalogue of Life.